# Justice League Unlimited
Justice League Unlimited, spesso abbreviata JLU, è una serie televisiva animata statunitense dedicata al gruppo supereroistico della DC Comics Justice League. Prodotta dalla Warner Bros. Animation, la serie è stata creata da Bruce Timm, James Tucker e Dwayne McDuffie. Composta da due stagioni per un totale di 39 episodi, la serie ha debuttato il 31 luglio 2004 sul canale Cartoon Network del contenitore Toonami e si è conclusa il 13 maggio 2006. In Italia è stata trasmessa per la prima volta il 1º ottobre 2008 da DeA Kids, mentre in chiaro in prima visione su Italia 1 a partire dal 24 agosto 2013, su Boing nel 2014 e su Italia 2 dal 6 settembre 2017.
Si tratta dell'ultima produzione televisiva del DC Animated Universe, iniziato nel 1992 con la serie Batman. La serie è il seguito di Justice League, terminata due mesi prima, rispetto alla quale sono stati aumentati di numero i personaggi dell'universo DC, nonché modificato il tipo di narrazione, più orientato verso storie autoconclusive che alle saghe da due o tre episodi. In questa serie la nuova Justice League, che oltre i membri fondatori comprende numerosi altri eroi, dovrà affrontare ancora una volta Lex Luthor e la Legione del Destino, Amanda Waller e il progetto Cadmus oltre ai ritorni di Brainiac e Darkseid.
Visto il successo della serie è stata realizzata una serie a fumetti e una linea di action-figure. Come il suo predecessore, anche Justice League Unlimited è stata accolta positivamente dalla critica. Nel gennaio 2009, il sito IGN ha inserito questa serie e Justice League (considerate come una serie unica) al 20º posto nella classifica delle migliori serie televisive animate di tutti i tempi. Inoltre si è classificata, insieme al suo predecessore, al 3º posto nella lista dei 10 migliori adattamenti televisivi tratti dal fumetto.

## Trama

### Prima stagione
Dopo gli eventi della guerra Thanaghariana, la Justice League, senza più l'Alata e la Torre di Guardia (sacrificata nella guerra) deve riorganizzarsi e ricominciare. Pochi anni dopo, la Lega ha una nuova Torre di Guardia e molti più membri tra cui Freccia Verde, Black Canary, Huntress, Question e Capitan Atom (tra i più emergenti), oltre che altre facce note come Supergirl, Acciaio, Aquaman, Dottor Fate e Creeper. La League si è espansa con molti altri membri tra metaumani, alieni e umani dai mezzi particolarmente potenti. Dopo gli eventi che hanno portato i membri fondatori della Lega a combattere contro i loro doppelganger di un'altra dimensione, i Justice Lords, nella precedente serie, molte cose sono cambiate, tra queste il condono presidenziale per il precedentemente noto criminale Lex Luthor (che aiutò la League a fermare i Lords) ha lasciato la LexCorp e ora aspira alla carica presidenziale dopo aver saputo un particolare interessante dall'avventura con i Justice Lords. Tuttavia, i criminali non sono solo l'unico problema della Justice League: dopo aver sventato una minaccia aliena con un laser proveniente dalla loro stazione spaziale, molti cittadini della Terra hanno iniziato a preoccuparsi del loro enorme e distruttivo potere; inoltre, l'Alata fa il suo ritorno, dopo aver fermato il corpo del suo deceduto amico Solomon Grundy. Mentre Batman e Wonder Woman chiedono alla Lanterna Verde John Stewart se il ritorno della sua ex fidanzata possa averlo turbato, i tre si ritrovano ad inseguire un ladruncolo temporale di nome Chronos e lo inseguono prima nel Far West, alleandosi con Jonah Hex, e poi nel 50 anni nel futuro, dove incontrano non solo l'anziano Bruce Wayne e il Batman di Neo-Gotham City Terry McGinnis e l'adulto Static, ma anche il figlio di Alata e John, Warhawk. Ora John è turbato.

### Seconda stagione
Mentre Freccia Verde lega con Black Canary e Huntress con Question, nuovi misteri vengono a galla. Durante gli eventi della prima stagione, Question, Freccia Verde e Supergirl avevano avuto a che fare con una ragazza molto simile alla Argoniana, Galatea. A quanto parte, Galatea e un gruppo di novelli supereroi chiamati Ultimates sono in qualche modo legati ad una misteriosa donna di nome Amanda Waller. Waller è a capo di un progetto denominato Cadmus, un'iniziativa creata dalla Waller, il Professor Hamilton (vecchio alleato di Superman), Hugo Strange, il Dr. Milo (questi ultimi, vecchie conoscenze di Batman) e molti altri personaggi preoccupati per il gigantesco laser in possesso della Lega. Cadmus è inoltre a conoscenza sia dell'identità di alcuni dei supereroi della Lega e sono i responsabili di creature-cloni come gli Ultimates, Galatea e pure Giudizio Finale, un mostro che fu fermato dal Superman dei Justice Lords. Sono proprio i Justice Lords la preoccupazione principale di Cadmus: nella loro dimensione, avvenne che Lex Luthor, divenuto presidente, uccise Flash e Superman lo distrusse, ciò portò i Lords a diventare dei dittatori dal pugno di ferro. Preoccupati che anche la loro Justice League possa prendere questa svolta, soprattutto con Lex (finanziatore del Progetto) in procinto di vincere le elezioni, Cadmus è costretta a prendere provvedimenti, quali infiltrarsi nella Torre di Guardia con una squadra speciale di criminali e instaurando il dubbio alla League grazie ad un incidente tra Superman e Capitan Marvel. Di punto in bianco, Lex riesce a penetrare nel computer della Torre di Guardia e a far sparare un colpo di laser dalla Torre. I membri fondatori, accettando che sono a tutti gli effetti pericolosi per l'umanità, decidono di costituirsi, lasciando la Torre a Supergirl e gli altri membri, che vengono attaccati da Galatea e una schiera di cloni degli Ultimates. La League esce vittoriosa e Batman localizza il colpevole e spiega alla Waller che Lex sta cercando di emulare gli eventi della dimensione dei Justice Lords. I membri fondatori, quindi, si riuniscono per combattere contro Lex il quale di recente è stato curato dal suo cancro dovuto alle radiazioni di Kryptonite e tenta di concludere il suo piano, ma quando viene raggiunto dalla League, Lex si rivela essersi fuso con Brainiac, sin da quando l'AI lo costrinse a ricostruirlo molti anni fa. Ora, BrainLex è pronto a far avverare la morte di Flash e la distruzione morale della Justice League, ma Flash riesce a fermarlo e a distruggere la metà di Brainiac da Lex, quasi a costo di essere risucchiato dalla Forza della Velocità. Il Progetto Cadmus viene chiuso e la Justice League si offre di smontare la loro arma e di creare una base sulla Terra, la Metro Tower, per essere più vicino alla gente.

#### Epilogo
Inizialmente pensato come secondo film per Batman of the Future, Epilogo è stato rispolverato e usato come ultimo episodio per il DCAU, non prevedendo una terza stagione per JLU. L'episodio finale (cronologicamente parlando) si ambienta 15 anni dopo gli eventi di Batman of the Future, quando Terry McGinnis viene a scoprire che Bruce è il suo padre biologico e, dopo aver pensato a come incolparlo di averglielo nascosto per costringerlo nel mantello di Batman e come abbandonarsi tutto alle sue spalle, incluso la sua relazione amorosa e il suo ruolo nella Lega, si dirige da Amanda Waller per sfogarsi. Questa gli rivela che in realtà è stata lei la responsabile della sua "creazione": sapendo che Bruce non poteva essere Batman in eterno, decise di crearne un altro. Nasce così il Progetto Batman of the Future: il DNA di Bruce fu sovrascritto con quello di Warren McGinnis, il padre di Terry. Inizialmente era pure stato pensato di ricreare per il nuovo Batman anche una propria Crime Alley, con il Fantasma che avrebbe dovuto uccidere i suoi genitori davanti a lui in tenera età. Ma non potendo farlo, in quanto Bruce non glielo avrebbe perdonato, Fantasma lasciò perdere il lavoro e così anche la Waller. Quando poi Warren fu assassinato da Derek Powers, però, Terry divenne poi Batman per vendicarlo e la Waller lo interpretò come un segno del destino. Terry, quindi, accetta la realtà: Bruce non va incolpato per la sua vita e le sue azioni e il mantello di Batman se l'è conquistato da solo, non perché è suo figlio.

### Terza stagione
Lex, sofferente di schizofrenia che lo fa parlare con il suo Brainiac interiore, fugge di prigione e viene salvato da Gorilla Grodd, che ha formato un'alleanza con tutti i nemici della Justice League, la Legione del Destino. Lex accetta l'invito, ma solo perché Grodd gli ha promesso di dargli l'ultimo pezzo rimasto di Brainiac dallo scontro, cosicché possa clonarlo e ritornare unito all'androide. Intanto, John è ancora combattuto (dopo la conoscenza del suo futuro figlio) se continuare la sua relazione con Vixen o riagganciare i rapporti con Alata prima che un suo ammiratore, che si autoproclama essere discendente di un Thanaghariano, Alato, gliela porti via. Supergirl, invece, viene portata nel futuro dal discendente di Brainiac, Brainiac 5, affinché l'aiuti la Legione dei Super-Eroi a fermare la minaccia del loro tempo, i Fatal Five, ma la ragazza deciderà di restare con Brainiac 5, innamoratasi di lui. Nel frattempo, Gorilla Grodd attua il suo piano, che consiste nel trasformare tutti gli umani in scimmie, ma la trasformazione viene invertita da Batman, Superman, Wonder Woman e Deadman. Dato il suo folle piano, Lex spodesta Grodd del ruolo di leader e decide di usare la Legione per arrivare al meteorite di Brainiac e recuperare i suoi resti. Il suo piano ha successo, ma invece che Brainiac, Lex riporta in vita un Darkseid fuso a Braniac. Dopo aver ucciso la Legione e ripreso il controllo di Apokolips, Darkseid fa rotta verso la Terra per vendicarsi di Superman. Intanto, Lex e i pochi sopravvissuti della Legione, tornano sulla Terra e offrono alla League un'alleanza per fermare l'invasione di Apokolips. Riluttante, Superman accetta e, mentre la Legione e la Lega attaccano l'esercito di Parademoni e le loro strutture, Superman, Batman e Lex si confrontano con Darkseid. Superman, rilasciando il suo vero potere, riesce a dare filo da torcere al perfido tiranno di Apokolips, ma Darkseid ha la meglio. Tuttavia, Lex viene contattato da Metron, il quale gli dona la cosa che Darkseid sta cercando da sempre: l'equazione dell'Anti-vita. Toccandola, Darkseid scompare assieme a Lex, apparentemente perendo entrambi. Apokolips si ritira e ai membri della Legione vengono dati 5 minuti di vantaggio per darsela a gambe, prima che l'intera Justice League li acchiappi e li riporti in prigione.

## Episodi
| Stagione         | Episodi | Prima TV USA | Prima TV Italia |
| ---------------- | ------- | ------------ | --------------- |
| Prima stagione   | 13      | 2004-2005    | 2008            |
| Seconda stagione | 13      | 2005         | 2008            |
| Terza stagione   | 13      | 2005-2006    | 2010            |

## Personaggi e doppiatori
- Clark Kent / Superman (stagioni 1-3), voce originale di George Newbern, italiana di Patrizio Prata.
- Bruce Wayne / Batman (stagioni 1-3), voce originale di Kevin Conroy, italiana di Marco Balzarotti.
- Principessa Diana / Wonder Woman (stagioni 1-3), voce originale di Susan Eisenberg, italiana di Cinzia Massironi.
- John Stewart / Lanterna Verde (stagioni 1-3), voce originale di Phil LaMarr, italiana di Pietro Ubaldi.
- J'onn J'onzz / Martian Manhunter (stagioni 1-3), voce originale di Carl Lumbly, italiana di Maurizio Trombini.
- Wally West / Flash (stagioni 1-3), voce originale di Michael Rosenbaum, italiana di Simone D'Andrea.
- Shayera Hol / Alata[6] (stagioni 1-3), voce originale di Maria Canals, italiana di Elda Olivieri.

## Produzione

### Concezione e sviluppo

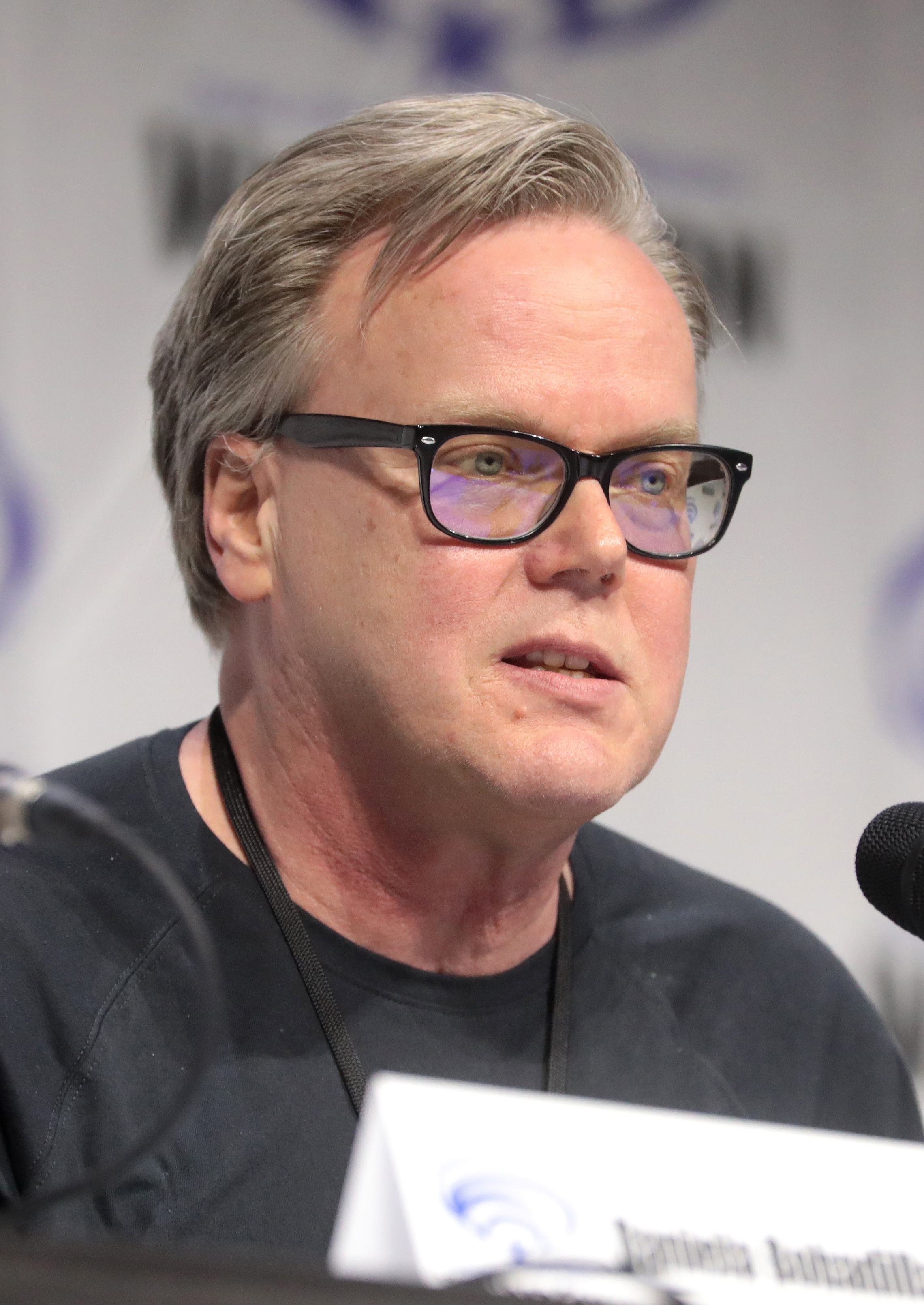
Bruce Timm, co-creatore di Justice League Unlimited, ha collaborato alla nascita del DC Animated Universe insieme a Paul Dini.

Secondo l'animatore e produttore della serie Bruce Timm, il finale della seconda stagione di Justice League (Starcrossed), è stato pensato per essere originariamente l'ultimo episodio della serie; nonostante ciò, Cartoon Network ordinò la produzione di un seguito, intitolato appunto Justice League Unlimited, per differenziarlo dalla serie precedente. Iniziato poco dopo la fine del suo predecessore, presenta una Justice League notevolmente ampliata al quale, oltre ai personaggi della serie originale - adesso denominati "membri fondatori" - si sono uniti molti altri supereroi del DC Universe. Il format generale di ogni episodio è quello di disporre di una piccola squadra per affrontare una situazione particolare, concentrandosi in particolare sull'interazione tra l'azione e i personaggi. Quest'espansione della Justice League è stata originariamente progettata per essere spiegata in un lungometraggio animato, ma il progetto non si è mai materializzato.
A differenza della serie Justice League, la maggior parte degli episodi hanno una storia autoconclusiva, ma sono presenti anche alcuni archi narrativi di 2-3 episodi. Il primo arco narrativo vede lo scontro tra la Justice League e un'agenzia governativa nota come Progetto Cadmus. Nell'episodio Simmetria spaventosa, compare Galatea, il clone di Supergirl, la quale indossa un vestito e una pettinatura simile a quella di Power Girl. Quest'ultima, nonostante non avesse l'autorizzazione per comparire nella serie, compare in alcuni numeri della serie a fumetti Justice League Unlimited. Nel primo episodio, appaiono ben più di 50 personaggi; molti di questi erano eroi che avevano fatto brevi apparizioni in Justice League (come Supergirl, Steel e Metamorpho), ma la maggior parte di loro fanno la prima apparizione in assoluto in questa serie e nel DC Animated Universe come ad esempio Stargirl, Wildcat, Hunter, Freccia Verde, Black Canary, Vixen e molti altri. Nonostante il roster dei personaggi, alcuni come Blue Beetle, Firestorm, Fulmine Nero, Spettro non sono comparsi a causa di problemi legati ai diritti.

### Sceneggiatura
Per la realizzazione degli episodi sono coinvolti scrittori di primo piano quali J.M. DeMatteis, Warren Ellis (anche se solo per un episodio), Gail Simone, Geoff Johns, Bruce Timm, Dwayne McDuffie e Paul Dini (autore insieme a Timm di quasi tutte le serie del DC Animated Universe). L'episodio Per un uomo che ha già tutto (For the Man Who Has Everything), scritto da DeMatteis e diretto da Dan Riba, è il fedele adattamento del noto fumetto di Alan Moore e Dave Gibbons Per l'uomo che aveva tutto. Stan Berkowitz, membro del team di produzione, ha lasciato lo show per la serie Friends and Heroes ed è stato sostituito dallo scrittore Matt Wayne. L'episodio Storie di bimbi della prima stagione, è basato in modo approssimativo su elementi degli eventi della DC Comics JLA: World Without Grown Ups e Young Justice: Sins of Youth. Geoff Johns ha invece realizzato l'episodio Una storia antica, è liberamente basato sulla storia delle origini dei fumetti di Alata e Hawkman. Per compensare le mancanze di diversi personaggi, i produttori hanno focalizzato alcune storie su personaggi DC Comics precedentemente trascurati. Tra questi c'erano personaggi come Deadman, Warlord e un equivalente moderno senza nome dei Setti Soldati della Vittoria.
Secondo Bruce Timm, la seconda stagione "è stata davvero buia e sofisticata, non voglio dire adulta, ma è stata una sfida per il pubblico più giovane, ci siamo occupati di un sacco di aree grigie e abbiamo affrontato molte ambiguità morali". La terza ed ultima stagione si è focalizzata principalmente sulla Legione del destino, con diversi episodi autonomi che si concentrano completamente su di essa. Timm, a proposito della terza stagione, che "sarà molto più facile capire chi sono i cattivi. [...] è un po' più un ritorno ai fondamenti dei i supereroi contro i super criminali, è la nostra Legione del destino". Ha proseguito dicendo poi che "nella prossima stagione Grodd ha formato un anti-Justice League, creando questa squadra di chiunque e chiunque sia mai stato un supercattivo [...] molti di loro sono i Superamici. Sono Grodd, Luthor, Bizarro, Giocattolaio, Giganta, e poi un gruppo di loro che non sono mai stati in animazione in precedenza. È molto simile a "Justice League Unlimited", un mix di vecchi e nuovi cattivi. Nel primo episodio hanno una nuova base, è una specie di incrocio tra l'edificio delle Nazioni Unite e la Sala della giustizia dei Superamici. I cattivi di questa stagione non sono generali o persone in giacca e cravatta. Saranno dei super-criminali colorati. [Per quanto riguarda gli eroi], ci sono alcuni episodi che si concentrano principalmente su nuovi personaggi, con quasi nessuno dei vecchi personaggi: abbiamo un episodio con la formazione dei Sette Soldati della Vittoria, l'unico principale personaggio ricorrente è Freccia Verde." Per Timm la terza stagione "avrà un tono più leggero. Non voglio dire che lo show sarà stupido o sciocco, ma ci saranno delle sorprese fantastiche. Ci sarà più enfasi sul divertimento". Inoltre, in questa stessa stagione, è stato sviluppato l'intero triangolo Lanterna Verde / Vixen / Alata, che è stato reso ancora più complicato dalla comparsa di un giovane archeologo di nome Carter Hall (Hawkman). Altre relazioni romantiche sono state sviluppate come in Justice League. Alcune di queste relazioni sono Question e Huntress, Black Canary e Freccia Verde oltre ad un'attrazione reciproca tra Batman e Wonder Woman. Tuttavia, Batman è riluttante a sviluppare una relazione completamente romantica a causa del suo dovere di supereroe, l'immortalità di Diana, e la sua convinzione che una relazione all'interno di una squadra porterà problemi e disastri. Nondimeno, ha ammesso che lui e Wonder Woman possono avere qualcosa di speciale.
La serie era originariamente programmata per terminare dopo il finale di seconda stagione Epilogo, ma una terza stagione è stata ordinata da Cartoon Network. La terza stagione è iniziata nel 2005 con l'episodio La legione (che è stato scritto prima dell'annuncio della terza serie) e terminato nel 2006 con l'episodio Il distruttore. Secondo Matt Wayne, se lo spettacolo fosse stato rinnovato per una quarta stagione, gli sarebbe piaciuto scrivere più episodi incentrati su Superman e Wonder Woman. L'ultimo episodio della seconda stagione, Epilogo, è considerato la conclusione dell'intero DC Animated Universe, in questo episodio si scopre che Terry è il figlio biologico di Bruce Wayne.

### Animazione
Questa è la prima serie del DCAU ad iniziare a utilizzare veicoli in grafica CGI. Nonostante l'opposizione del produttore Bruce Timm alla grafica computerizzata, nessuno voleva animare i veicoli a mano e le aziende straniere chiedevano per anni al team di produzione di passare ai veicoli 3D.
In questa serie, la Lanterna Verde John Stewart presenta una nuova acconciatura, con testa calva e un pizzetto. Questo cambiamento simboleggia il salto avanti nel tempo dagli eventi del finale Strarcrossed della serie precedente. Anche Shayera Hol (Alata) non indossa più la maschera o un altro abbigliamento Thanagariano ma, rispetto a Justice League, una tuta bianca e nera o gialla e nera. Gli abbigliamenti di Superman, Batman, Wonder Woman, Flash e Martian Manhunter non subiscono modifiche, rimanendo così inalterati.

### Casting
Molti personaggi della serie precedente riprendono il loro ruolo: Kevin Conroy nei panni di Batman, George Newbern come Superman, Susan Eisenberg ritorna nei panni di Wonder Woman, Phil LaMarr doppia Lanterna Verde, Carl Lumbly è Martian Manhunter, Michael Rosenbaum doppia Flash e Maria Canals dà la voce ad Alata. Nonostante nella serie non compaia il Joker, Mark Hamill ha doppiato numerosi personaggi minori (come Trickster, nemico di Flash già interpretato da Hamill nella serie Flash). Clancy Brown e Powers Boothe riprendono i loro ruoli rispettivamente come Lex Luthor e Gorilla Grodd. Tra le guest-star, si ricorda l'attore Nathan Fillion per aver doppiato Vigilante e Spy Smasher. Bruce Timm, già doppiatore di diversi personaggi del DCAU, ha prestato la voce a Solomon Grundy.

## Controversie

### Bat-embargo
A partire dalla metà della seconda stagione di Justice League Unlimited, è stato imposto un divieto alla serie di inserire la quasi totalità dei personaggi del mondo di Batman che comparivano nella trilogia del cavaliere oscuro di Christopher Nolan e in The Batman: a questo divieto è stato dato il nome di Bat-embargo. Per lungo tempo non è chiaro chi abbia emanato l'embargo, ma si credeva che fosse o DC Comics o Warner Bros. Nel 2007, è stato rivelato tramite il sito The World's Finest, che fu scrittore DC Comics Paul Levitz ad averlo emanato. La ragione può essere cercata nel fatto che, con l'avvento della nuova serie The Batman, i bambini (il loro target demografico) sarebbero stati confusi nel vedere due versioni differenti degli stessi personaggi allo stesso tempo. Questo ragionamento non spiega tutto ciò che è associato all'embargo. Un certo numero di personaggi di Batman non sono mai apparsi in The Batman (cioè Due Facce, Ra's al Ghul, lo Spaventapasseri e il Cappellaio Matto), molto probabilmente perché dovevano essere usati nei film di Christopher Nolan (ad eccezione del Cappellaio Matto), anche se c'erano effettivamente dei piani per usarli nella suddetta serie.
Per compensare queste assenze, in JLU vennero utilizzati generalmente antagonisti minori come il Re degli Orologi, KGBeast, Gork, il Professor Milo o Blockbuster. Nell'episodio Giudizio finale comparve Hugo Strange (già comparso in un episodio della serie Batman), ma a partire da quel momento non fu più disponibile. Dwayne McDuffie volle usare il personaggio nella seconda stagione, presumibilmente per la scena degli interrogatori in "Question Authority", ma non poté farlo a causa dell'embargo. Il suo ruolo è stato in seguito assunto dal Dottor Moon, un chirurgo del cervello che è il peggior nemico dell'Universo DC quando è necessario il lavaggio del cervello "cattivo". Nonostante fosse in corso il divieto, Nightwing fece un cameo non accreditato in cima a un edificio a Blüdhaven nell'episodio "Grudge Match". L'altro personaggio di Batman che non poteva essere usato era Robin, perché a quel tempo appariva nella serie animata di Teen Titans: nessun personaggio della serie è apparso in JLU fin quando lo spettacolo non è stato cancellato (quando Speedy è apparso in un episodio che fa riferimento ai Sette Soldati della Vittoria). Originariamente, Barbara Gordon era stata programmata per apparire nell'episodio "Double Date" della Justice League Unlimited sceneggiato da Gail Simone, autore di Birds of Prey. L'episodio avrebbe anche mostrato il debutto animato di "Oracle", ma a causa delle restrizioni sui personaggi relativi a Batman, è stata sostituita da Freccia Verde e Question. La tanto attesa riapparizione di Ra's al Ghul e della sua correlata League of Assassins, che fa già parte della continuità DC Animated Universe, non era possibile. Lo stesso Bruce Timm aveva lasciato intendere che c'erano piani per usare Ra's al Ghul nell'episodio "Wake the Dead", ma non è stato possibile utilizzarlo poiché apparve come principale antagonista in Batman Begins. Anche i personaggi creati nel DCAU e poi incorporati nei fumetti canonici DC (come Harley Quinn e Renee Montoya) sono stati inclusi nell'embargo. Non si spiega però per quale motivo Batman stesso sia stato autorizzato a continuare ad apparire in Justice League Unlimited mentre appariva in The Batman. Aquaman e i personaggi del suo mondo non erano disponibili a causa dello sviluppo di un pilot per una serie live-action con protagonista il personaggio da giovane (progettato per essere uno spin-off della serie Smallville), che in seguito non venne realizzato. Venne vietato anche l'utilizzo dei personaggi della Vertigo, come Swamp Thing e Phantom Stranger.
Molti fan si sono dimostrati insoddisfatti di questa politica e hanno espresso il loro malcontento attraverso petizioni intese a capovolgere l'embargo, o almeno a convincere la Warner Bros. a permettere l'inclusione degli arcinemici di Batman come lo Spaventapasseri o l'Enigmista nella Legione del Destino. Alcuni hanno anche sottolineato come fosse ironico e ingiusto il fatto che mentre Lex Luthor poteva vantare tre versioni di se stesso allo stesso tempo (la versione di Smallville interpretata da Michael Rosenbaum, quella di Justice League Unlimited e l'allora imminente Superman Returns, il cui personaggio era interpretato da Kevin Spacey), Batman non poteva avere tre versioni di se stesso. Tuttavia, non hanno avuto alcun effetto, poiché lo spettacolo è stato chiuso prima che questo divieto potesse essere revocato. Quest'embargo probabilmente è terminato intorno al 2008 con la serie Batman: The Brave and the Bold, quando è stato possibile rivedere tutti questi personaggi di Batman prima vietati.

## Colonna sonora
La La La Land Records ha pubblicato una colonna sonora della serie Justice League in 4 dischi il 29 luglio 2016. Una colonna sonora potenziale di Justice League Unlimited potrebbe essere messa sul mercato in futuro, a seconda delle vendite di quella di Justice League e della domanda dei fan.

## Distribuzione
La serie è stata trasmessa dal 2004 al 2006 su Cartoon Network. La prima è iniziata il 31 luglio 2004, per poi concludersi il 29 gennaio 2005; la seconda stagione, ha avuto inizio il 5 febbraio 2005 ed è terminata il 23 luglio 2005 mentre la terza ed ultima, è iniziata il 17 settembre 2005. Il finale di serie in due parti (Il sopravvissuto e Il distruttore) è stato trasmesso in Gran Bretagna l'8 e il 18 febbraio 2006 e negli Stati Uniti il 6 e il 13 maggio 2006. In Italia la serie è stata trasmessa da DeA Kids dal 1º ottobre 2008, da DeA Super dal 1º settembre 2010 e per la prima volta in chiaro da Italia 1 a partire dal 24 agosto 2013.
L'edizione italiana è curata da Guido Rutta, già autore del doppiaggio della serie di Batman, per la Merak Film di Milano.
Nell'agosto 2012, il blocco Vortexx della The CW ha iniziato a ritrasmettere il sabato mattina le repliche di questi episodi fino all'agosto 2014.

### Edizioni home video
La prima edizione home video della serie è uscita il 24 ottobre 2006, in versione DVD, comprendente i 26 episodi della prima e seconda stagione divisi in quattro dischi. Il 20 marzo 2007 sono usciti i 13 episodi della terza ed ultima stagione della serie, distribuiti in due dischi. Il 10 novembre 2015 la serie è uscita per la prima volta in Blu-ray Disc completa di tutti i 39 episodi.
Per ragioni sconosciute, la serie è disponibile per il download digitale e in DVD/Blu-ray Disc solo in due stagioni (la prima contenente gli episodi delle prime due stagioni mentre la seconda contenente gli episodi della terza stagione).
| DVD/BD                     | Data di uscita   | Ep # | Informazioni |
| -------------------------- | ---------------- | ---- | --- |
| Prima stagione             | 24 ottobre 2006  | 26   | 4 DVD. Featurette: And Justice for All: Il processo di rinnovamento della serie con nuovi personaggi e una nuova direzione creativa, Temi di giustizia: scegli il tuo preferito tema musicale JLU, i commenti dei creatori su "This Little Piggy" e "The Return". Contiene tutti gli episodi della prima e seconda stagione della messa in onda originale: l'episodio 21 - "Hunter's Moon (AKA Mystery in Space)" - è messo fuori ordine tra gli episodi 22 ("Question Authority") e 23 ("Flashpoint").      |
| Seconda stagione           | 20 marzo 2007    | 13   | 2 DVD. A dispetto del titolo, si tratta della terza stagione dalla messa in onda originale. Cadmus: Exposed: Mark Hamill e il team creativo della serie discutono su questo arco narrativo, Justice League Chronicles: sceneggiatori, produttori e registi raccontano i loro momenti preferiti tra gli episodi della stagione finale, traccia audio solo per la musica per l'episodio finale "Destroyer". |
| Justice League: 3-Pack Fun | 19 luglio 2011   | 11   | 3 DVD. Contiene "For The Man Who Has Everything," "The Return," e "The Greatest Story Never Told," così come gli episodi in due parti "The Brave and the Bold" e "Injustice For All" della serie Justice League, e gli episodi "Independence Day," "Fireworks," "Welcome To Happy Harbor," e "Drop Zone" della serie Young Justice. |
| The Complete Series        | 10 novembre 2015 | 39   | 3 dischi Blu-ray. Featurette: And Justice for All: Il processo di rinnovamento della serie con nuovi personaggi e una nuova direzione creativa, i commenti dei creatori su "This Little Piggy" e "The Return", Cadmus: Exposed: Mark Hamill e il team creativo della serie discutono su questo arco narrativo, Justice League Chronicles: scrittori, produttori e registi di serie discutono i loro momenti preferiti tra gli episodi della stagione finale. Gli episodi sono mostrati nell'ordine corretto. |

## Accoglienza

### Critica
La serie, come nel caso di Justice League, ha avuto recensioni generalmente positive.
Il 21 giugno 2007 IGN ha inserito la serie e il suo predecessore (Justice League) al 3º posto nella lista dei 10 migliori adattamenti televisivi tratti dal fumetto. Nel gennaio 2009, il sito IGN ha inserito questa serie e Justice League (considerate come una serie unica) al 20º posto nella classifica delle migliori serie televisive animate di tutti i tempi. Nel 2011 Justice League Unlimited è stata inserita al 5º posto della lista dei 25 migliori adattamenti televisivi tratti da un fumetto, preceduta dalla serie L'incredibile Hulk del 1977 e seguita da Smallville del 2001.
Nell'agosto 2015 IGN ha stilato una speciale classifica delle 12 migliori storie d'amore dei supereroi in TV, nel quale è presente quella che nasce in questa serie tra Batman e Wonder Woman e quella tra Lanterna Verde e Alata (già iniziata in Justice League).

## Opere derivate

### Film
Nel 2004 Bruce Timm ha annunciato che stavano lavorando ad un film direct-to-video, che avrebbe dovuto fare da ponte tra la seconda stagione di Justice League e la prima di Justice League Unlimited. Dwayne McDuffie scrisse la sceneggiatura e Andrea Romano ha formato il cast, ma la Warner Bros. ha scartato il progetto. Tuttavia, nel 2010, la trama del film è stata utilizzata per il film Justice League: La crisi dei due mondi, in cui però sono stati rimossi tutti i riferimenti al DC Animated Universe e John Stewart è stato sostituito da Hal Jordan come Lanterna Verde della Justice League.
Il 30 marzo 2019 è uscito il film Justice League vs. the Fatal Five in Digital HD, e in 4K Ultra HD, Blu-ray e DVD il 16 aprile 2019. Nonostante la canonicità con il DC Animated Universe sia dubbia, il produttore esecutivo Bruce Timm considera il film come canonico. Il cast comprende Kevin Conroy, Susan Eisenberg e George Newbern che riprendono rispettivamente i ruoli di Batman, Wonder Woman e Superman, della serie animata di Justice League e da altre produzioni DC. Il film è ambientato dopo gli eventi dell'ultima stagione di Justice League Unlimited.

### Fumetti
Come per le precedenti serie del DC Animated Universe, sono state prodotte due serie a fumetti per le due serie animate sulla Justice League: la prima è nota con il nome di Justice League Adventures basata sulla serie Justice League del 2001, e la seconda Justice League Unlimited basata sulla serie omonima. In entrambe le serie, che non fanno parte della continuity del cartone animato, compaiono personaggi mai visti sul piccolo schermo come Blue Beetle, Mary Marvel, Guy Gardner, Power Girl, Fulmine Nero e Firestorm e che contraddicono alcune vicende che si vedono nella serie.
Per la serie Justice League Unlimited sono stati realizzati 46 numeri dal 1º novembre 2004 al 1º agosto 2008. Hanno collaborato alla serie a fumetti numerosi autori noti come Adam Beechen, Carlo Barbieri, Ty Templeton e Rick Burchett. Matt Wayne (che ha scritto Chaos At Earth's Core, Flash & Substance e Patriot Act) ha scritto i numeri 37 e 38 del fumetto. Le sue storie si basano su idee mai utilizzate per episodi di Justice League Unlimited.
In Italia, non è noto per quali motivi, la maggior parte dei numeri della serie a fumetti è inedita, ma nel 2011 la Bao Publishing ha pubblicato il volume Justice League Unlimited, comprendente i nn. 18-22 della serie regolare.
Il 22 aprile 2021 la DC Comics ha annunciato Justice League Infinity, serie a fumetti ambientata dopo gli eventi dell'ultima stagione di Justice League Unlimited, scritta da James Tucker e J. M. DeMatteis e illustrata da Ethen Beavers. Il primo numero dell'opera è uscito il 13 maggio in versione digitale e il 6 luglio in edizione fisica.

## Merchandising
Sono state realizzate numerose action-figure basate sulla serie da parte della Mattel, a partire dal 2004. Le singole figure erano imballate con un accessorio e una carta da collezione. Il numero di criminali nella linea erano ancora pochi, poiché furono rilasciati solo Sinestro, Amazo, Bizarro e Brainiac. L'action-figure più rara della linea è quella di Hal Jordan, visto che furono realizzate solo 100 copie. Nel 2006 la linea di giocattoli venne rinominata DC Superheroes e incluse nuove figure come i Justice Lords (Justice Lord Superman, Justice Lord Wonder Woman, Justice Lord Batman) e nuovi cattivi come Mirror Master, Copperhead, Lex Luthor, Star Sapphire, Volcana, Deadshot e Joker. In occasione dell'International Toy Fair 2008 tenutasi a New York City, è stata lanciata la linea DC Universe Fan Collection, la quale prevedeva personaggi classici come Black-suit Superman, Batman classico e Elongated Man, Red Tornado, Booster Gold, Dr. Fate e Zatanna, una serie di personaggi tratti da Batman - Cavaliere della notte (come Bane, Spaventapasseri, Harley Quinn ecc.), una serie di nuovi personaggi principali (come The Question e Capitan Atom) e altri personaggi secondari (della Justice League e della Secret Society). Verso la metà del 2011, sono stati realizzati numerosi personaggi aggiuntivi della Justice League: The Creeper, Crimson Avenger (entrambi i costumi), Dr. Mid-Nite, Gypsy, Johnny Thunder & Thunderbolt, S.T.R.I.P.E. (entrambe le armature) e Speedy. Personaggi menzionati ma non comparsi in episodi del DCAU come Plastic Man e Cyborg hanno iniziato a comparire alla fine del 2009. Tra i personaggi mai apparsi nelle serie sono stati realizzati Superwoman, Firestorm, Ryan Choi Atom, Ultraman, Omac e Doom Patrol.
Nel giugno 2018, è stato annunciato che per tutti coloro che sono iscritti al nuovo servizio in streaming della DC Comics, DC Universe, saranno disponibili sei action-figure realizzate da DC Collectibles e basate sulla serie Justice League e Justice League Unlimited, raffiguranti i principali membri della JLA (Superman, Batman, Wonder Woman, Flash, Lanterna Verde, Alata, Martian Manhunter e in più Aquaman).